# Hernán Medina
Hernán Medina (nascido em 19 de agosto de 1937) é um ex-ciclista colombiano. Representou seu país, Colômbia, no ciclismo nos Jogos Olímpicos de Verão de 1960.